# Expropiació

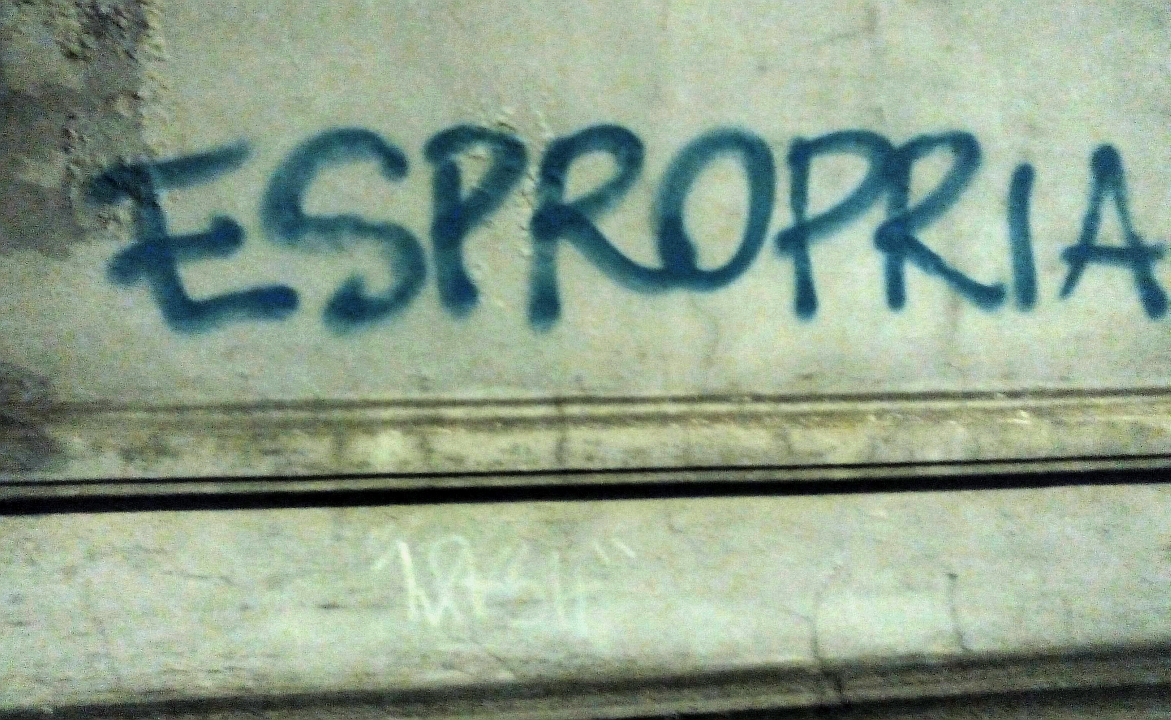
Grafit a Torí en italià que incita l'Estat a expropiar.

L'expropiació és una institució de dret públic, que consisteix en la transferència coactiva de la propietat privada a l'estat o una altra entitat de l'administració pública (municipi, autonomia...), mitjançant una indemnització, concretament. Es pot expropiar un bé amb la finalitat que sigui explotat per l'estat o fins i tot per part d'un tercer.
L'expropiació té dues notes característiques, primera que l'expropiació és una transferència de caràcter coactiu, cosa que en fa una institució característica del dret públic que no pot ser assimilada a la compravenda prevista en el dret privat; segon que l'expropiat té dret a rebre a canvi una indemnització equivalent al valor econòmic de l'objecte expropiat, cosa que la diferencia de la confiscació.

## L'expropiació forçosa en el dret anglosaxó

### Domini eminent
Els governs habitualment usen el poder del domini eminent quan l'adquisició de béns immobles necessaris per completar un projecte públic, com ara una carretera, i el propietari de la propietat requerida és reticent a negociar el preu de la seva venda. En moltes jurisdiccions el poder del domini eminent està rebaixat amb el dret a una compensació justa pel que fa a l'apropiació.
Alguns van encunyar el terme expropiació per referir-se a l'"apropiació" sota la llei del domini eminent, i pot ser usada especialment pel que fa a casos en els quals no es realitza compensació al confiscar la propietat. Entre els exemples s'inclouen l'expropiació cubana de 1960 de propietats a ciutadans nord-americans, seguint la ruptura de la relacions públiques i diplomàtiques entre l'administració d'Eisenhower i el Govern Cubà de Fidel Castro. Els ciutadans nord-americans i corporacions mantenien vastes quantitats de propietat immobiliària cubana. Les autoritats cubanes van oferir una compensació justa per a les propietats dels Estats Units, com havien fet reeixidament per a les propietats Espanyoles, Britàniques i Franceses quan van nacionalitzar la propietat privada a Cuba, pel bé comú.
No obstant això, les autoritats nord-americanes van rebutjar l'oferta, adherint-se a la noció que aquestes propietats seguien sent possessió d'interessos dels Estats Units quaranta-cinc anys després. Això està directament contrastat amb les recents fallades de la Cort Suprema de Justícia Nord-americana, que permet a una corporació desplaçar a un ciutadà privat dels seus béns arrels, si el desenvolupament de la corporació es considera ser de benefici propi del municipi.

#### Condemna
El terme "condemna" es fa servir per descriure l'acte d'un govern exercint la seva autoritat de domini eminent. No ha de ser confós amb seu homònim que descriu el procés legal pel qual la propietat immobiliària, generalment construccions, s'estima legalment inadequada a causa dels seus defectes físics. La condemnació per eminència pública és la quantitat d'una compensació justa. La condemnació de construccions en sòl amb riscos de salut i seguretat o la violació flagrant de zones, no priva el propietari de la propietat condemnada però requereix al propietari la rectificació de la situació.
L'exercici del domini eminent no està merament limitat a la propietat immobiliària. Els governs poden també condemnar el valor en un contracte com un acord de franquícia (raó per la qual molts acords de franquícia estipulen que en tràmits de condemnació, la franquícia de per si no té cap valor).

### Orígens
El poder del domini eminent en la llei Anglesa deriva de la forma de la propietat immobiliària. Molts terratinents assumeixen que el seu dret a la propietat és absoluta sota llei, però que això passi és, en realitat, un cas estrany. En canvi, un comtat o altres autoritats han creat en domini absolut, un concepte que deriva del Fief feudal. La mateixa autoritat pot anul·lar (o condemnar) el domini i confiscar el terreny, com passa quan el terratinent no paga l'impost de propietat.
Els països angloparlants que mai no van tenir un sistema feudal han perpetuat la propietat de domini absolut, incloent el poder de domini eminent, per continuïtat legal, degut, principalment, al fet que en les antigues colònies de l'Imperi Britànic les seves terres van ser en un temps conquerides per la monarquia Britànica, donant a la monarquia títol alodial sobre aquests terrenys. Tot seguit, s'estudia l'altre aspecte fonamental de l'expropiació (deixant a un costat, el fet que s'hagi de pagar un preu just), quina és la justificació en una causa d'utilitat pública o d'interès social, i la possible reversió dels béns o drets expropiats si tal causa d'utilitat pública o interès social es frustra o no s'arriba a complir, començant, com a base del que després es dirà, pel concepte i regulació de l'expropiació forçosa, la seva naturalesa i fonament, a més dels seus elements.

## Dret continental i espanyol
El pressupost de tota expropiació forçosa, com a institució de dret públic, és l'existència d'un interès públic, legal i constitucionalment qualificat com a causa d'utilitat pública o interès social.
Un cop es reconeix la utilitat pública o l'interès social, també ha de ser declarada o concretada la necessitat d'ocupació dels béns i drets que específicament s'expropien. Finalment, l'expropiació es consuma amb l'ocupació dels béns i drets expropiats, en què els béns solen ser els de tipus immoble, és necessària, també, la pràctica de la corresponent inscripció en el Registre de la Propietat.
Però la justificació de l'expropiació forçosa a través de l'existència prèvia d'una causa d'utilitat pública o interès social, no es pot considerar completa sense esmentar la reversió dels béns expropiats, és a dir, el dret de l'antic expropiat o els seus drethavents, a recuperar el bé expropiat respecte del qual no ha quedat completa aquesta causa d'utilitat pública o interès social, causa que, en conseqüència, no n'hi ha prou que preexisteixi sinó que es compleixi o consumeixi amb les particularitats i limitacions establertes per la Llei.
Així mateix, és essencial el pagament d'un preu just o preu just a l'expropiat. Sense el seu pagament o consignació no es produeix la transferència de la propietat. Amb tot, davant de les expropiacions ordinàries, en què es precisa el pagament abans de l'ocupació, en les expropiacions urgents l'ocupació s'anticipa al pagament del preu just ("quick condemnation" en anglès).

## Expropiació de marca
Expropiació de marca és una institució de dret públic, mitjançant la qual l'Estat actua en benefici d'una causa d'utilitat pública o d'interès social, amb la finalitat d'obtenir la transferència forçosa al seu patrimoni del dret de propietat, d'un signe distintiu utilitzat per un productor o distribuïdor per identificar els béns que fabrica o ven de les altres empreses (marca), mitjançant sentència ferma i pagament oportú de justa indemnització (definició basada en la continguda en la Llei Expropiació per causa d'utilitat pública o interès social veneçolana, article 2).

## Regulació per país

### Espanya
L'expropiació forçosa és un acte administratiu pel qual, a causa d'utilitat pública o interès social, s'obliga a una persona a què abandoni la seva propietat (o interès legítim), compensant-la amb el pagament d'un preu just. La regulació essencial de la figura es troba a l'article 33.3 de la Constitució del 78, així com en la Llei de 16 de desembre de 1954 d'expropiació forçosa.

### Guatemala
L'expropiació està regulada a la República de Guatemala en la Constitució Política de la República, concretament en el títol II Drets Humans i Capítol I Drets Individuals, Article 40, i en el Decret Número 529 del Congrés de la República, que constitueix la Llei d'expropiació, que és la llei especifica de la matèria.

### Perú
En el cas peruà, la teoria del domini eminent regula bàsicament els actes de disposició i entrega dels recursos naturals als particulars per part de l'Estat. En aquest cas, el domini eminencial és una figura legal, que reconeix certs atributs de propietari a l'Estat respecte als recursos naturals amb la finalitat que aquest pugui administrar-los amb certa llibertat en nom de la Nació. En el domini eminent, l'Estat mai deixa de ser el principal titular dels recursos naturals, però, en no reconèixer-se en aquesta figura les potestats pròpies de la propietat privada sobre aquests, l'Estat es troba restringit a la possibilitat d'alienar, és a dir, lliurar-los en propietat a particulars, encara que en la pràctica l'efecte dels drets que s'adquireixen sobre els recursos naturals siguin els mateixos. Aquestes disposicions tenen la seva base legal en els article 66 i 67 de la Constitució Política del Perú de 1993 i la Llei Orgànica per a l'Aprofitament sostenible dels recursos naturals, Llei N ° 26821.

### El Salvador
A El Salvador, la Constitució regula l'expropiació en el títol de l'ordre econòmic, sobre això literalment estableix: "Art 106. L'expropiació procedirà per causes d'utilitat pública o d'interès social, legalment comprovats, i amb una justa indemnització.
Quan l'expropiació sigui motivada per causes provinents de guerra, de calamitat pública o quan tingui per objecte l'aprovisionament d'aigua o d'energia elèctrica, o la construcció d'habitatges o de carreteres, camins o vies públiques de qualsevol classe, la indemnització pot no ser prèvia."
Quan ho justifiqui la suma de la indemnització que hagi de reconèixer pels béns expropiats de conformitat amb els incisos anteriors, el pagament podrà fer-se a terminis, el qual no excedirà en conjunt quinze anys, en aquest cas es pagarà a la persona expropiada l'interès bancari corresponent. Aquest pagament s'ha de fer preferentment en efectiu. De la mateixa manera que es podrà expropiar sense indemnització les entitats que hagin estat creades amb fons públics. Per acabar, es prohibeix la confiscació, ja sigui com a pena o en qualsevol altre concepte. Les autoritats que contravinguin aquest precepte respondran en tot moment amb les seves persones i béns del dany inferit. Els béns confiscats són imprescriptibles.